# Sayada (Tunisie)
Pour les articles homonymes, voir Sayada.
Sayada (arabe : صيادة) est une ville côtière de l'est de la Tunisie située à une quinzaine de kilomètres au sud de Monastir.
Rattachée au gouvernorat de Monastir, elle constitue une municipalité comptant 12 708 habitants en 2004 et 12 962 en 2014. Elle est aussi le chef-lieu d'une délégation de 24 889 habitants formée avec les municipalités de Lamta et Bouhjar.

## Géographie

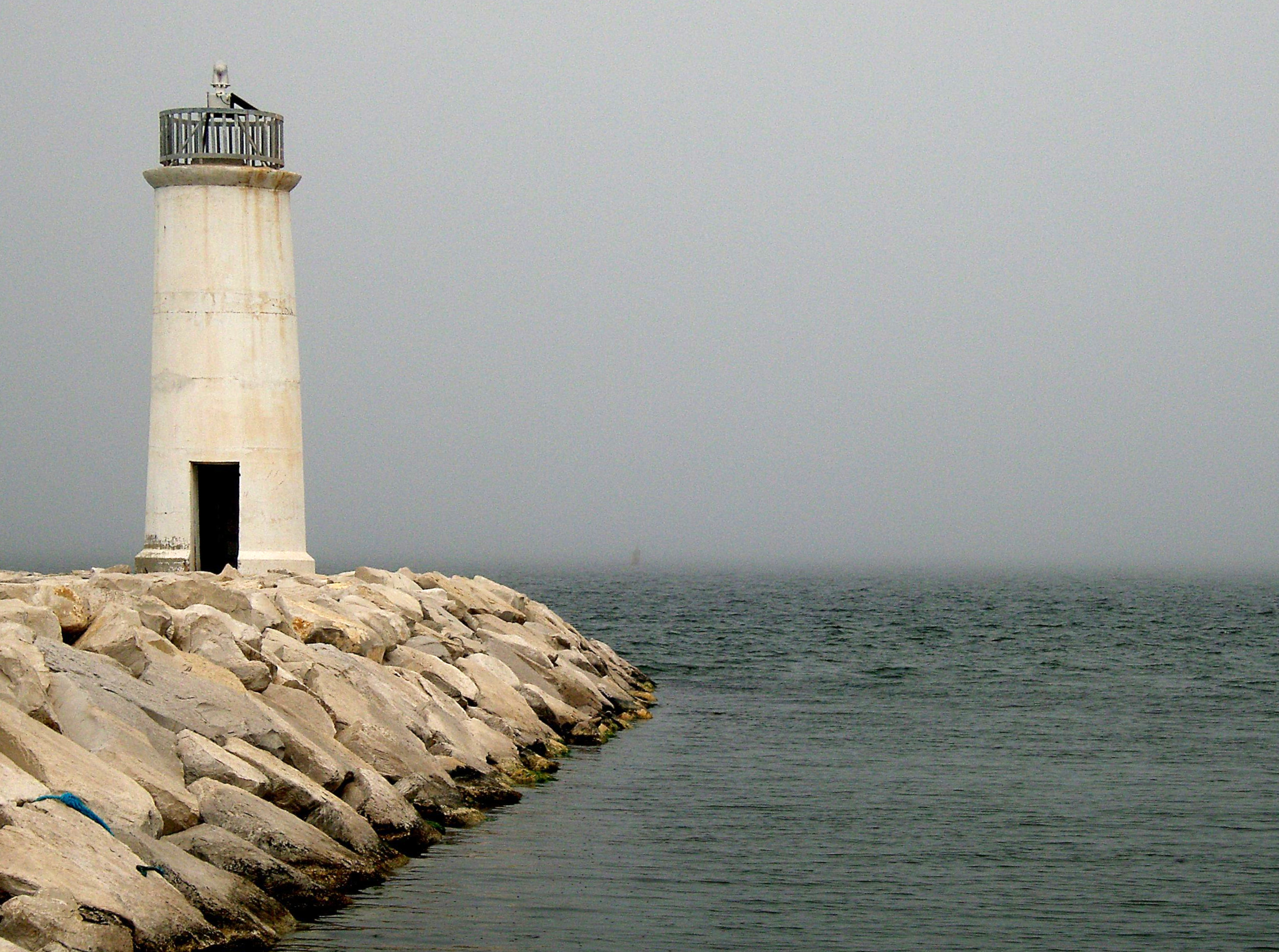
Phare de Sayada.

Le noyau de la ville de Sayada se dresse sur une colline rocheuse dominant le littoral du golfe de Monastir en face de l'archipel des Kuriat. Cette colline est le centre autour duquel la ville s'est urbanisée sur un rayon d'environ deux kilomètres. Elle s'aplatit en direction de la mer, vers une plage sableuse où les phénomènes des marées sont très perceptibles. Au vu de la proximité de la mer, la ville est assez plane même si elle est traversée par quelques oueds, dont l'oued Essakli et l'oued Sidi Abdesslam, affluents de l'oued Said qui ruisselle des hauteurs de Moknine et de Ksar Hellal toutes proches.
Le delta ainsi formé est propice au développement de la cité.
La concentration des habitants est plus importante au nord-ouest de la ville, vers le port de pêche, pour laisser la place au sud-est aux champs d'oliviers et à quelques potagers. Les municipalités limitrophes sont Lamta au nord, Ksar Hellal à l'ouest et Téboulba au sud.

## Histoire

### Antiquité

#### Origines libyques

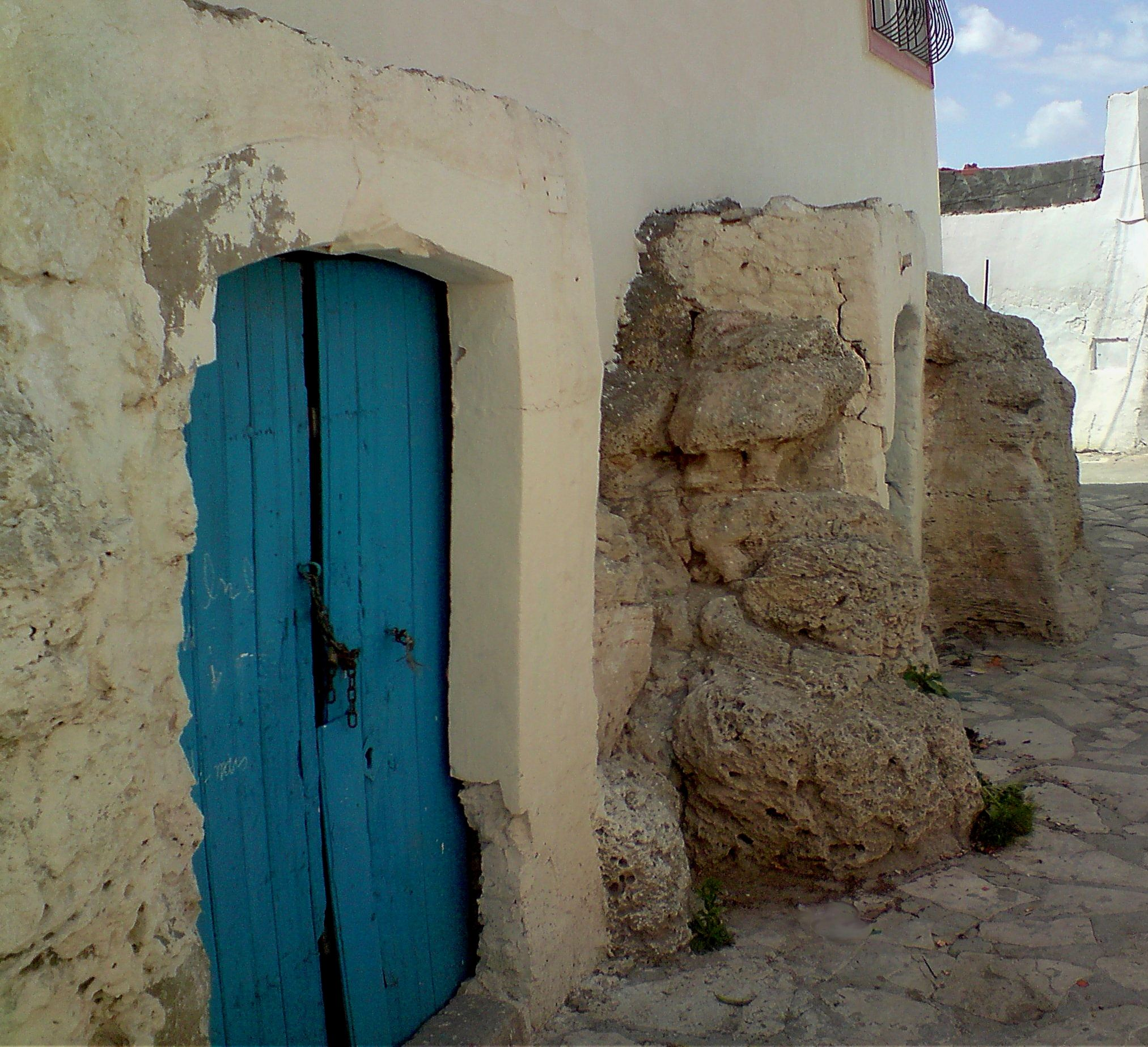
Habitation troglodyte sur la colline de Sidi Ammar à Sayada ; on distingue deux des trois grottes préservées qui ont longtemps servi de boutiques de tissage artisanal.

Les historiens attribuent à Sayada un âge assez proche de celui de Leptis Minor, l'actuelle Lamta, sa fondation remontant au IVe siècle av. J.-C. environ. Les premiers occupants de l'actuelle cité étaient des agriculteurs autochtones qui se sont installés dans les grottes de deux collines (naturelles ou creusées dans la roche marine), formant ainsi des habitations troglodytes.
La première des collines abrite le premier noyau de la médina : Sidi Ammar renferme trois grottes originelles, encore visibles et très bien conservées, qui ont servi de dépôts ou d'étables. Plus tard, ces grottes sont exploitées comme ateliers de tissage artisanal.
La deuxième colline, où il est très difficile de retrouver des traces visibles de cette civilisation, a conservé jusqu'à nos jours l'appellation de son principal quartier, Houmet el-Ghirane (Quartier des Grottes). La région de Sayada, étendue jusqu'aux limites de Thapsus en traversant les champs de Soukrine, abrite incontestablement des domaines agricoles primordiaux de la cité de Leptis Minor.
Les vestiges des puits artésiens et des unités artisanales de poterie parsemés dans la région appuient ces faits. Cette civilisation libyque a pu se maintenir jusqu'à l'énigmatique destruction de Leptis Minor. La cité a en effet été désertée pour des raisons encore inconnues mais qui pourraient être les mêmes que celles qui ont causé la désertion de la ville voisine de Leptis Minor. Des historiens avancent la possibilité d'un séisme, vu que la région est située sur une faille géologique ; d'autres préconisent une extinction progressive rythmée par des invasions périodiques (vandale, arabo-musulmane, etc.) après la chute de l'empire romain.

#### Monuments et vestiges

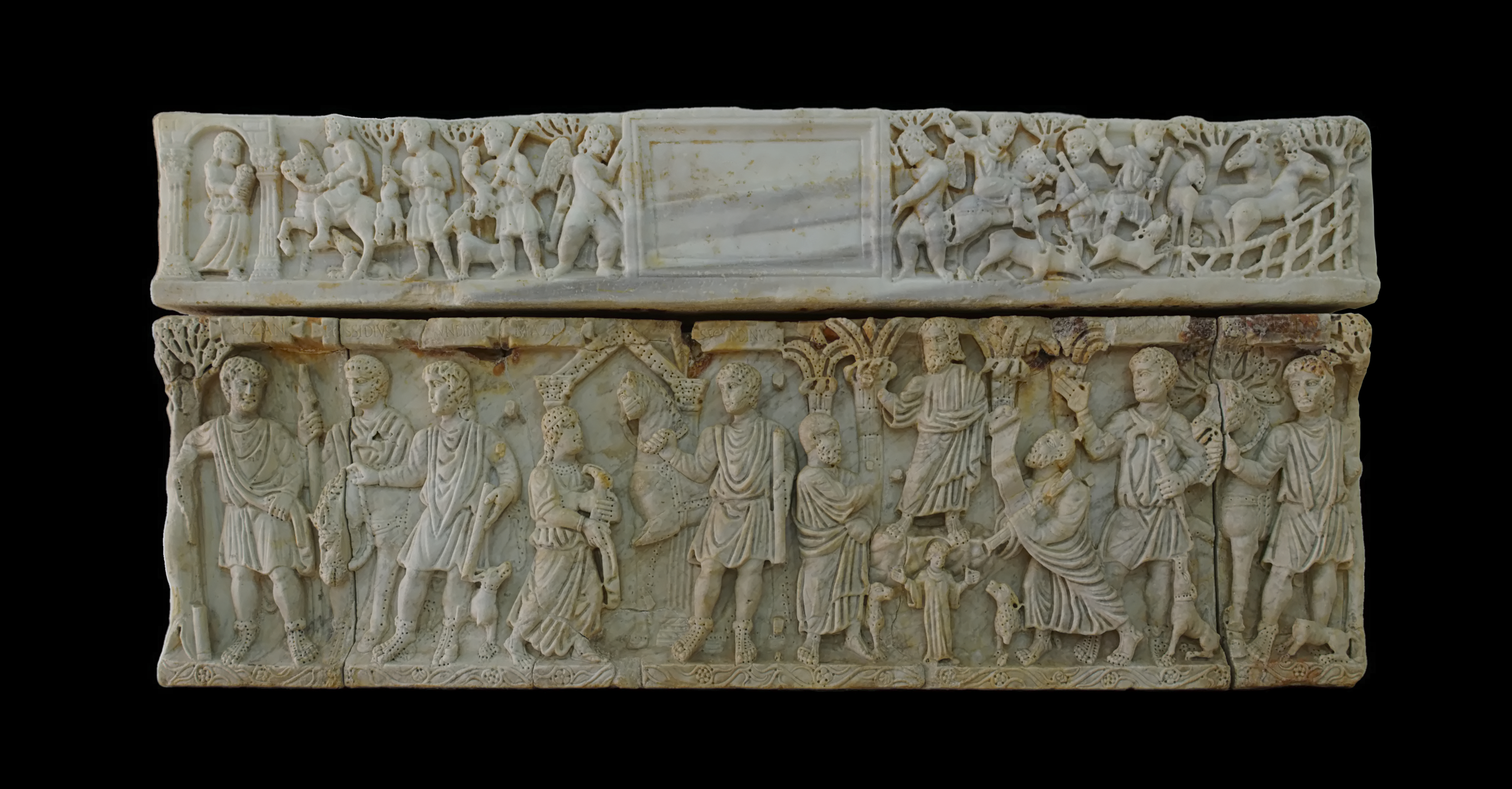
Sarcophage chrétien exposé au musée archéologique de Lamta.

Les monuments et vestiges trouvés à Sayada témoignent de cette existence remontant à un passé lointain. Ainsi, un sarcophage en marbre a été découvert à l'ouest de la ville, dans la cité El Karaïa, alors qu'au sud de la ville, sur la colline de Sidi Abdesslam, se trouvent plusieurs monuments à caractère romain comme un puits.
En outre, de l'avis des archéologues[Qui ?], cette région recèle des vestiges de mosaïques non déterrées. Les fouilles effectuées plus au sud, à Soukrine, ont permis de découvrir une basilique chrétienne datant de l'époque romaine et tapissée de tableaux de mosaïque ayant été déplacés pour être conservés (tout comme le sarcophage) au musée archéologique de Lamta.

### Repeuplement

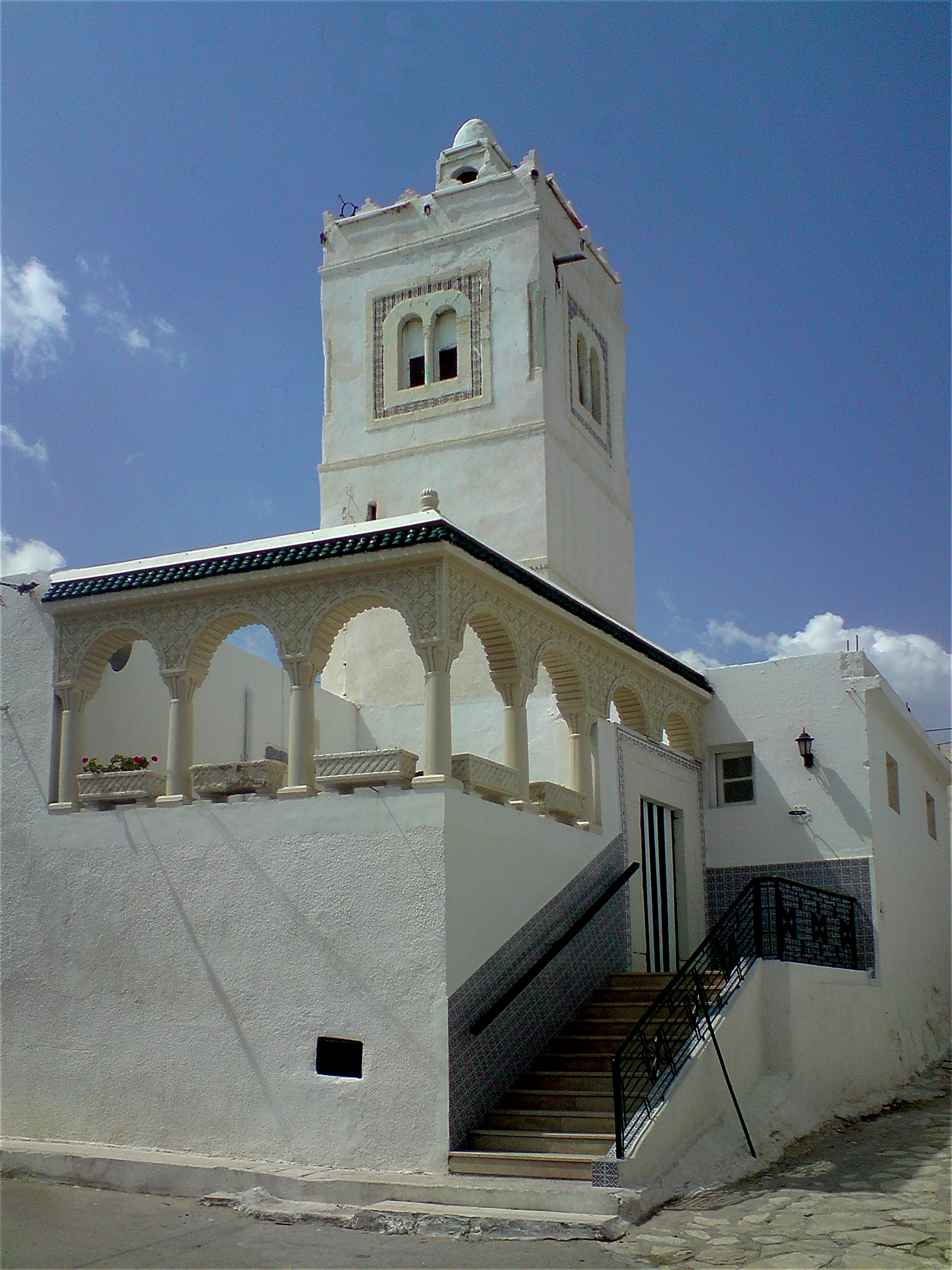
Grande mosquée de Sayada (1740), principal noyau de la ville qui se distingue par son minaret, son mihrab et son minbar.

Le repeuplement de Sayada débute vers la fin du XIVe siècle, après la renaissance de Leptis dont le ribat permet aux Almohades de se sédentariser sur les lieux, entraînant avec eux différentes populations qui se sont installées autour de l'édifice.
Les paysans de la campagne environnante se décident, quant à eux, à se rapprocher peu à peu des grottes encore exploitables de la colline de Sidi Ammar afin de se préserver des ardeurs du climat. Ils forment ainsi le premier noyau urbain de la ville :
- Premières constructions vers 1400 ;
- Début de la formation de la kasbah (médina) vers 1600 ;
- Début de l'apparition des premiers bâtiments autour de la kasbah vers 1800 ;
- Expansion du village vers les faubourgs vers 1900.

Le lieu de sépulture de Sidi Ammar, un saint qui aurait visité Sayada et qu'y aurait été inhumé vers 1720, accueille une mosquée qui se juxtapose au premier cimetière de la localité. Cet édifice a hérité sa coupole de forme assez originale de l'architecture de l'île de Djerba, ce qui donne une indications sur les origines des premiers habitants.

### Légende fondatrice
Selon la tradition transmise par les récits populaires, la fondation de l'actuelle Sayada serait la conséquence de la migration vers le XVe siècle d'une famille originaire de Moknine, composée d'une veuve et de ses quatre enfants (deux garçons et deux filles), qui est rejointe par deux hommes pour l'assister et l'aider.
Ce déplacement aurait été causé par le décès du riche père, laissant sa femme dans la pauvreté et soumise au mépris de son beau-père ainsi que de ses beaux-frères. La petite famille aurait alors décidé d'œuvrer par ses propres moyens et de quitter ses terres pour s'installer dans des grottes sur une colline non loin de la plage. Celles-ci, encore visibles sur la colline de Sidi Ammar, ont formé les premières habitations troglodytes de Sayada. La proximité de la mer aurait favorisé l'activité de la pêche, d'où le fait que les habitants des localités voisines auraient pris l'habitude d'appeler la famille sayada, ce qui signifierait « pêcheur » au féminin ou plus probablement « pêcheurs » dans le dialecte local. Par la suite, le nom serait resté attaché à cet endroit du littoral. Les enfants de la veuve auraient ensuite tissé des liens avec de nouveaux immigrés venus de Lamta, de Djerba, des Kerkennah, d'Oueslatia, d'El Hamma, d'El Guettar, de Tripoli, etc.

## Culture

### Festivals et événements
La ville de Sayada est la scène de plusieurs festivals culturels qui animent la ville tout au long de l'année.
Festival national de la pêche
C'est une festivité estivale que le comité du festival organise depuis 1986, coïncidant avec le retour des ressortissants sayadis résidant à l'étranger pour les vacances estivales. Le festival a adopté comme credo : « culture - développement - excellence », des mots traduits par les différentes activités menées : des spectacles artistiques, des séminaires culturels, des colloques scientifiques, des compétitions sportives, des caravanes de santé, etc.
Mois du patrimoine

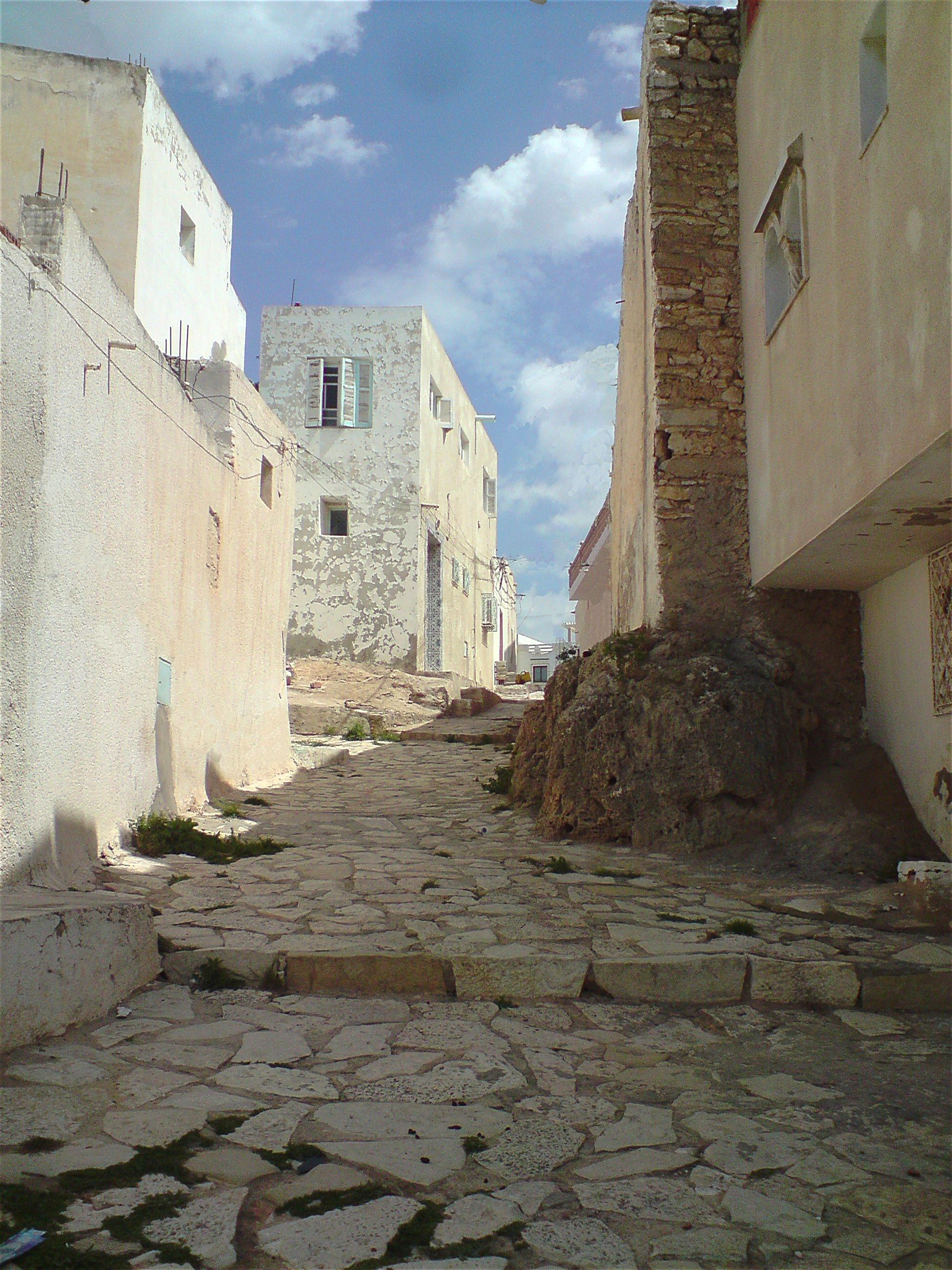
Ruelle aux alentours de Sidi Ammar restaurée par l'Association de la sauvegarde de la ville.

L'Association de sauvegarde de la ville de Sayada a parmi ses activités la programmation du mois du patrimoine que toute la Tunisie a coutume de célébrer chaque année au mois de mai. Les actions diverses et variées — troupes folkloriques, visites guidées, débats, etc. — contribuent à la mise en valeur du patrimoine de la ville hérité depuis des siècles.
Festival de la médina

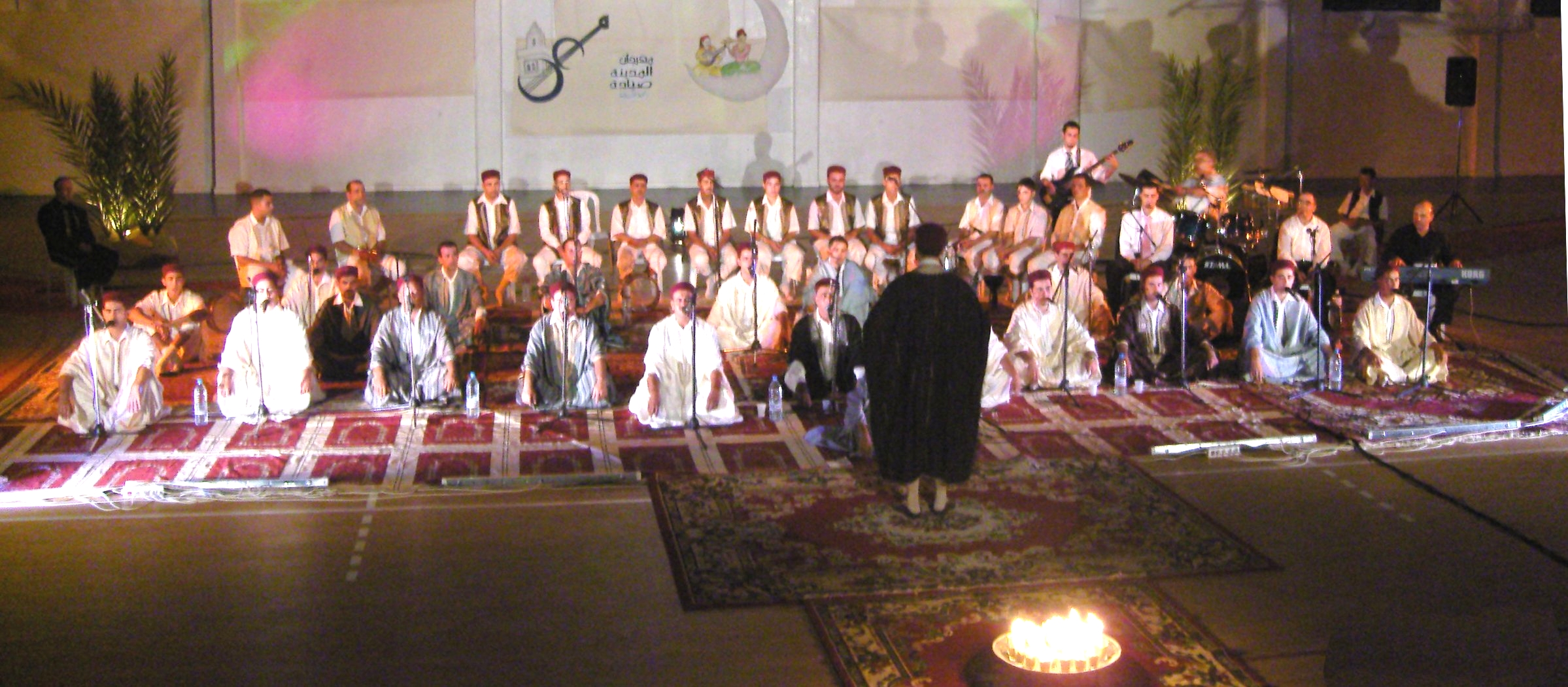
Soirée de clôture de la deuxième session du Festival de la médina de Sayada (septembre 2009).

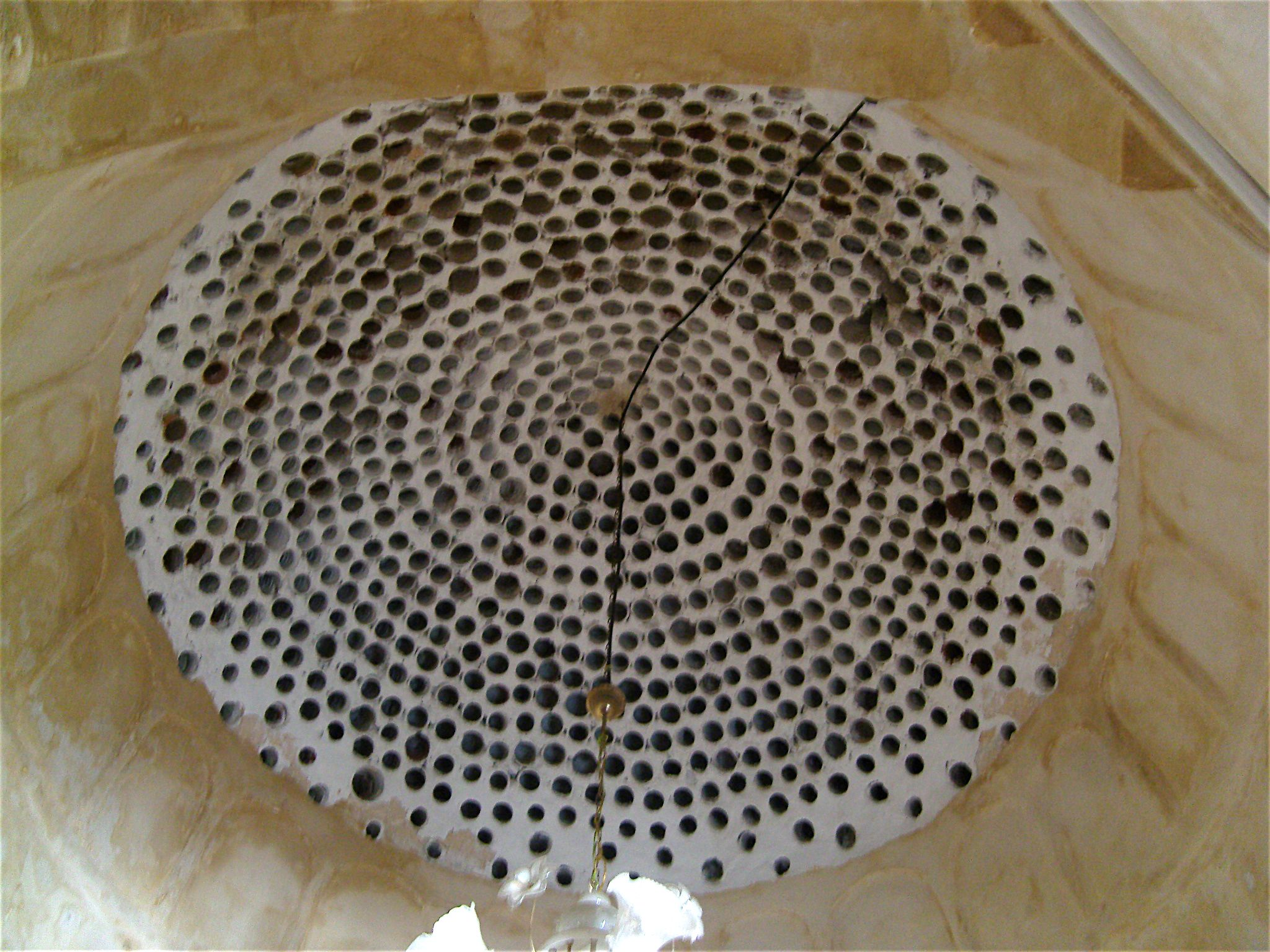
Vue intérieure de la coupole de Sidi Ammar aux caractéristiques de l'architecture de l'île de Djerba.

La municipalité de Sayada a eu l'idée d'animer la ville pendant le mois du ramadan. Elle a alors fondé le Festival de la médina en septembre 2008; celui-ci propose au public des spectacles gratuits répartis tout le long du mois de ramadan et à différents lieux de la ville. La première session du festival a été inaugurée par Lotfi Bouchnak alors que la session suivante permet à la troupe de La Rachidia et au maestro Zied Gharsa de se produire durant la soirée d'ouverture. La soirée de clôture de la deuxième session du festival a vu se réunir plus d'une trentaine d'artistes du chant liturgique de la région pour produire un spectacle assez original.
Printemps de l'enfance
Coïncidant avec les vacances scolaires du printemps, cette manifestation est orientée essentiellement vers les jeunes mais aussi les moins jeunes, en offrant des spectacles de théâtre, des projections des classiques du cinéma pour enfants, des compétitions inter-scolaires, etc.

### Enseignement
La ville de Sayada compte trois établissements d'enseignement primaire (La République fondée en 1953, Ali-Slimane et Haj-Mansour), un collège (École préparatoire de Sayada) et un lycée d'enseignement secondaire.

### Associations
Plus d'une cinquantaine d'associations sont actives à Sayada dans plusieurs domaines, parmi lesquels :
- l'Association de la sauvegarde de la ville de Sayada s'intéresse à la sauvegarde du patrimoine architectural et culturel de la ville à travers différentes actions menées avec l'appui de la municipalité, dont l'instauration du musée du patrimoine, la supervision des travaux d'entretien des quartiers de Sidi Ammar et Sidi Abdesslam ou la célébration du mois du patrimoine. Le siège de l'association se trouve au mausolée de Sidi Ammar ;
- l'Association du développement durable de Sayada-Lamta-Bouhjar défend l'environnement et le développement durable en sensibilisant les citoyens à travers des activités ludiques pour les jeunes et en créant des espaces verts dans la ville, dont la Corniche, la Cité nouvelle, etc. ;
- la Jeune chambre internationale de Sayada.

### Musée du patrimoine
Le musée du patrimoine est une institution fondée par l'Association de la sauvegarde de la ville en vue de la préservation des traditions et des cultures sayadies, de la Préhistoire à nos jours. Le premier noyau de ce musée a été formé par des donations bénévoles de différents outillages, ustensiles de cuisine, meubles, décorations, etc.
Le musée compte acquérir et compléter ses collections par des vestiges romains, vu la proximité de Leptis Minor, des photographies du patrimoine architectural de la région, des recueils pour le dialecte, les traditions, la littérature et des enregistrements de musique locale. Le musée n'est pas actuellement accessible au public ; il est situé dans un emplacement provisoire (sous-sol de la Maison de la culture) en attendant la fin des travaux du nouveau local implanté non loin de la médina de Sayada (assez proche de la Grande mosquée et de Sidi Ammar).

### Mesh Sayada

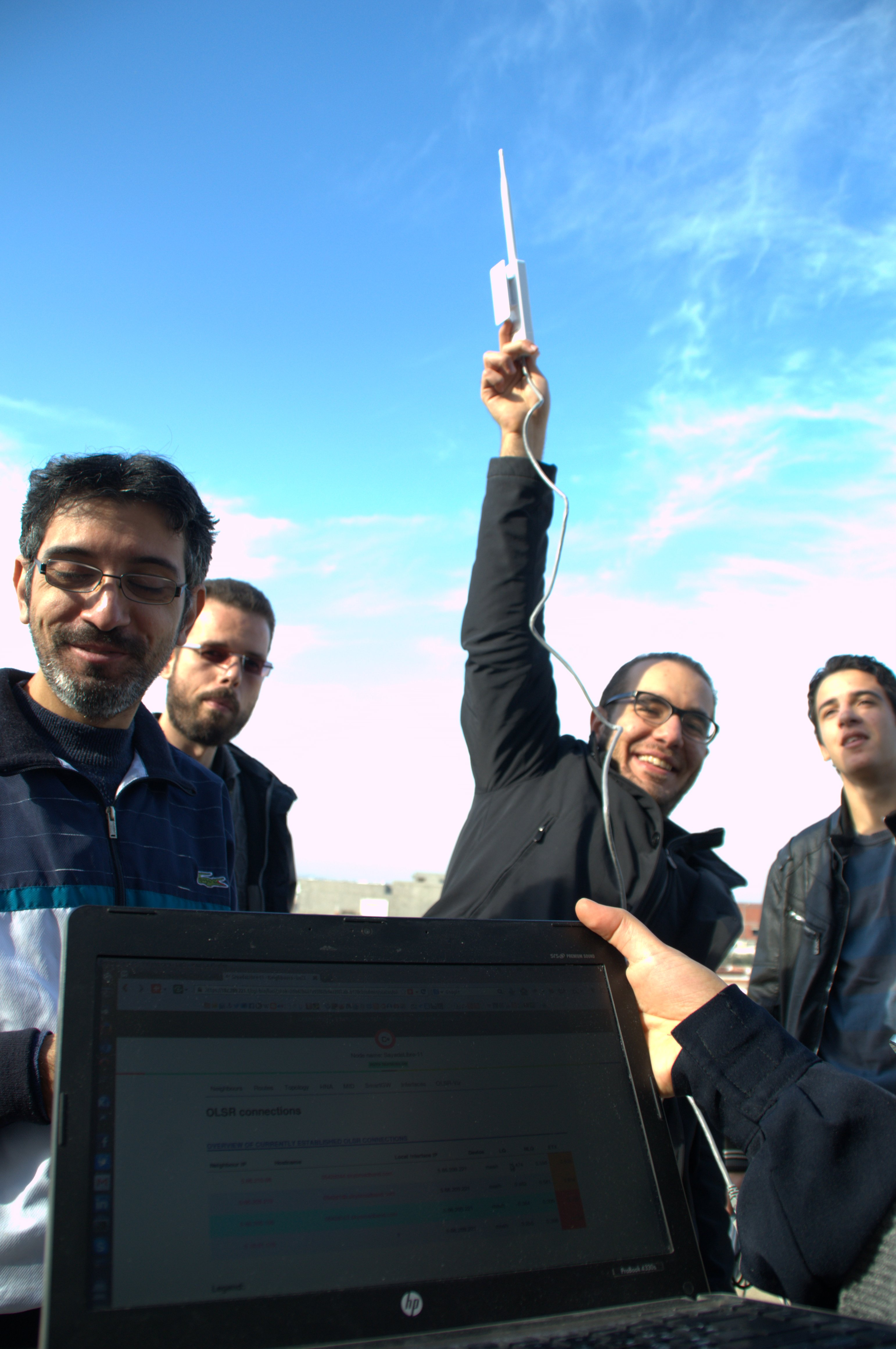
Bénévoles qui testent la couverture du signal Wi-Fi.

L'Association pour la culture numérique libre (CLibre), avec le concours de l'Open Technology Institute (en), a établi à la fin de l'année 2013 un projet pilote offrant aux citoyens de la ville un réseau communautaire sans fil permettant de se connecter à un serveur local hébergeant des services libres dont les versions arabe et française de Wikipédia. Baptisé Mesh Sayada, le réseau est une première en Tunisie.

## Politique

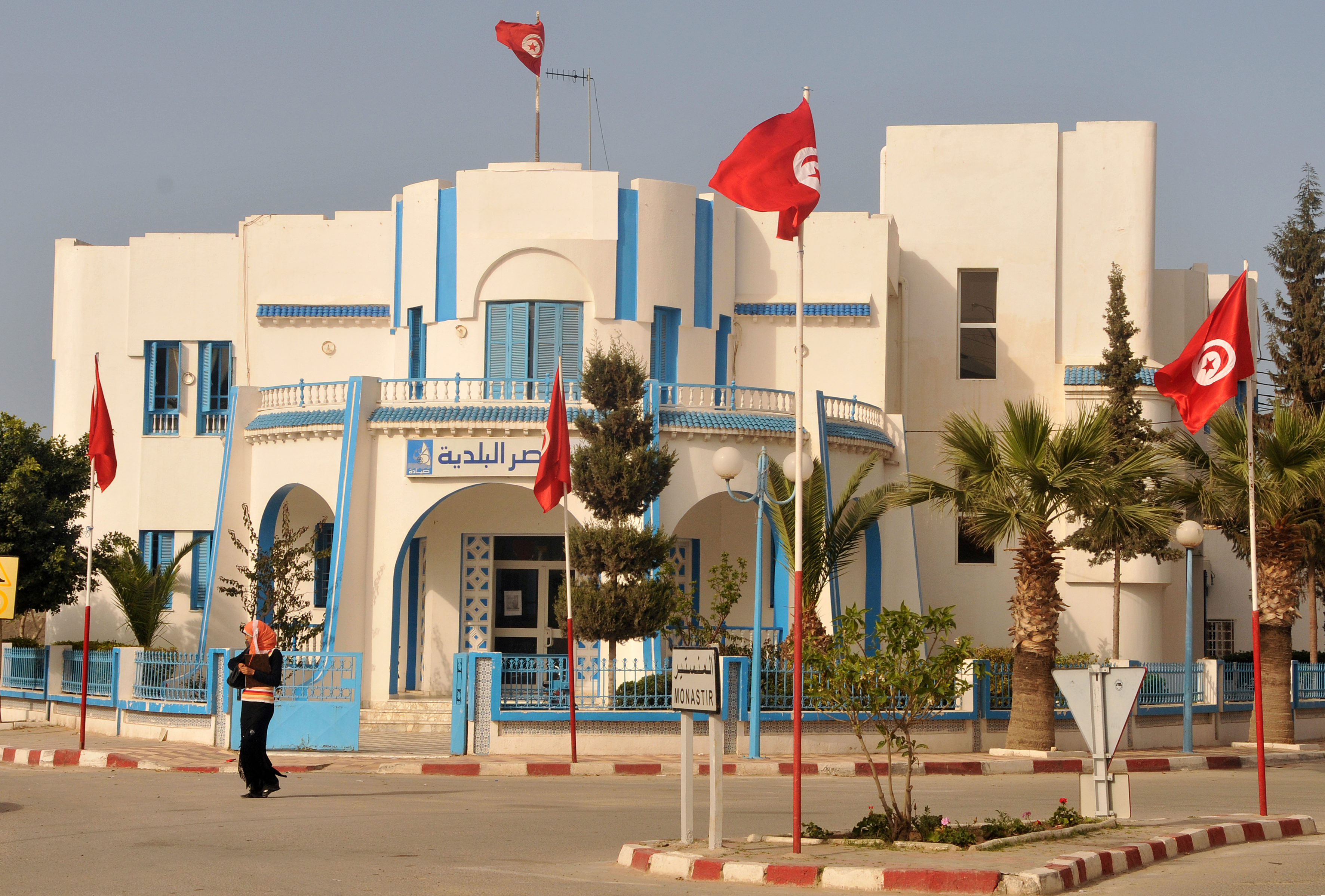
Siège de la municipalité de Sayada.

La création d'une municipalité à Sayada est évoquée lors de la visite du président Habib Bourguiba en 1964 ; ce n'est que le 25 avril 1966 que la ville devient une municipalité conjointement avec les villes de Lamta et Bouhjar.
Bien que la nouvelle municipalité soit placée sous le credo « unité et relancement », les conflits et les discordes commencent à faire leur apparition, tout comme des accusations mutuelles de favoritisme. Par conséquent, chacune des trois villes devient une municipalité indépendante à la suite du décret no 475 du 29 mars 1985.
Les maires de la municipalité depuis sa fondation ont été :
- 1966-1980 : Mohamed Sayah (PSD)
- 1980-1985 : Mokhtar Chouari (PSD)
- 1985-1990 : Mohamed Miled (PSD puis RCD)
- 1990-2000 : Ameur Chriâa (RCD)
- 2000-2005 : Hassen Ben Cheikh (RCD)
- 2005-2011 : Fethi el-Haj (RCD)
- 2011[9]-2015 : Lotfi Farhane (délégation spéciale)
- 2015-2017 : Adel Khabthani (gouverneur de Monastir)
- 2017-2018[10],[11] : Walid Cheriaa (délégation spéciale puis maire, Nidaa Tounes)
- depuis 2018 : Jacim M'henni (Nidaa Tounes)[réf. nécessaire]

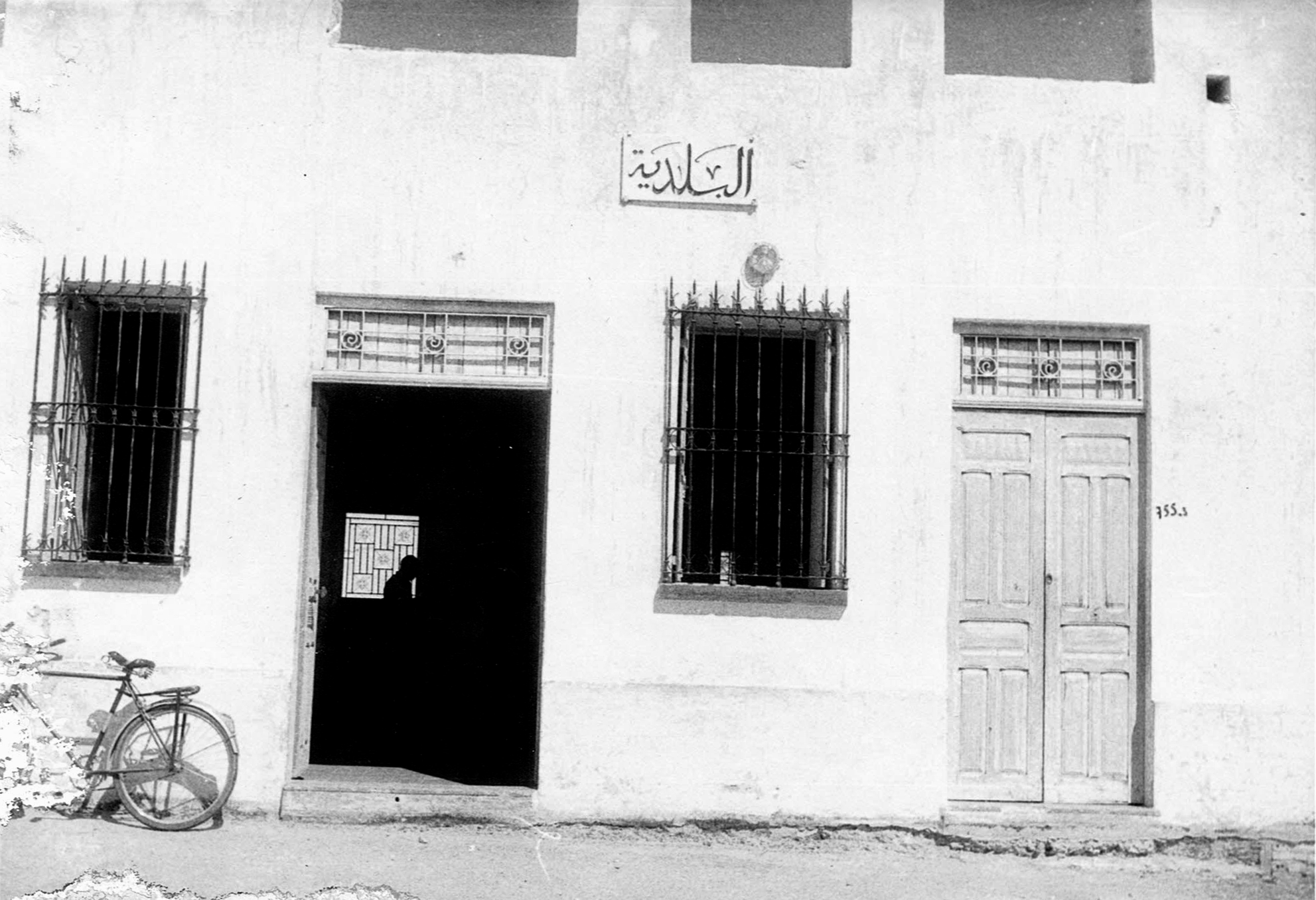
Ancien bâtiment de la municipalité de Sayada.

Sayada abrite le siège de la délégation de Sayada-Lamta-Bou Hajar, le siège de la municipalité, un poste de sûreté nationale, un poste de la garde nationale maritime, un poste de la marine marchande, un bureau de l'Agence des ports et des installations de pêche, une recette des finances, une recette municipale, un bureau de poste mais aussi une coopérative agricole et trois agences bancaires.
En mars 2012, Sayada devient la première municipalité en Tunisie qui a appliqué les données ouvertes en publiant en ligne, sur un portail consacré à la ville, les budgets de dépenses et de revenus ainsi que les rapports des assemblées de la délégation spéciale,. En octobre 2015, le maire démissionne pour protester contre la volonté des autorités gouvernementales et des partis politiques de reprendre la main sur la ville.

## Économie
Il faut noter que Sayada compte plusieurs ressortissants travaillant à l'étranger, essentiellement en France, en Italie et en Allemagne, qui contribuent à l'économie locale.

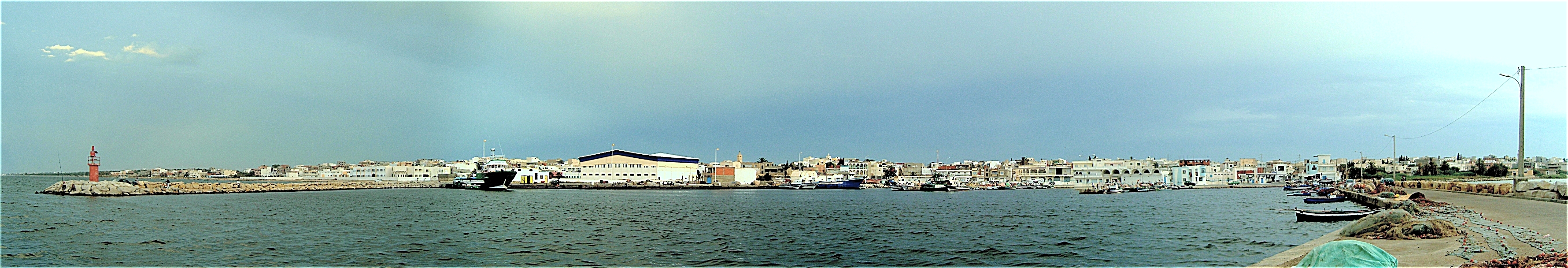
Panorama de Sayada.

### Pêche

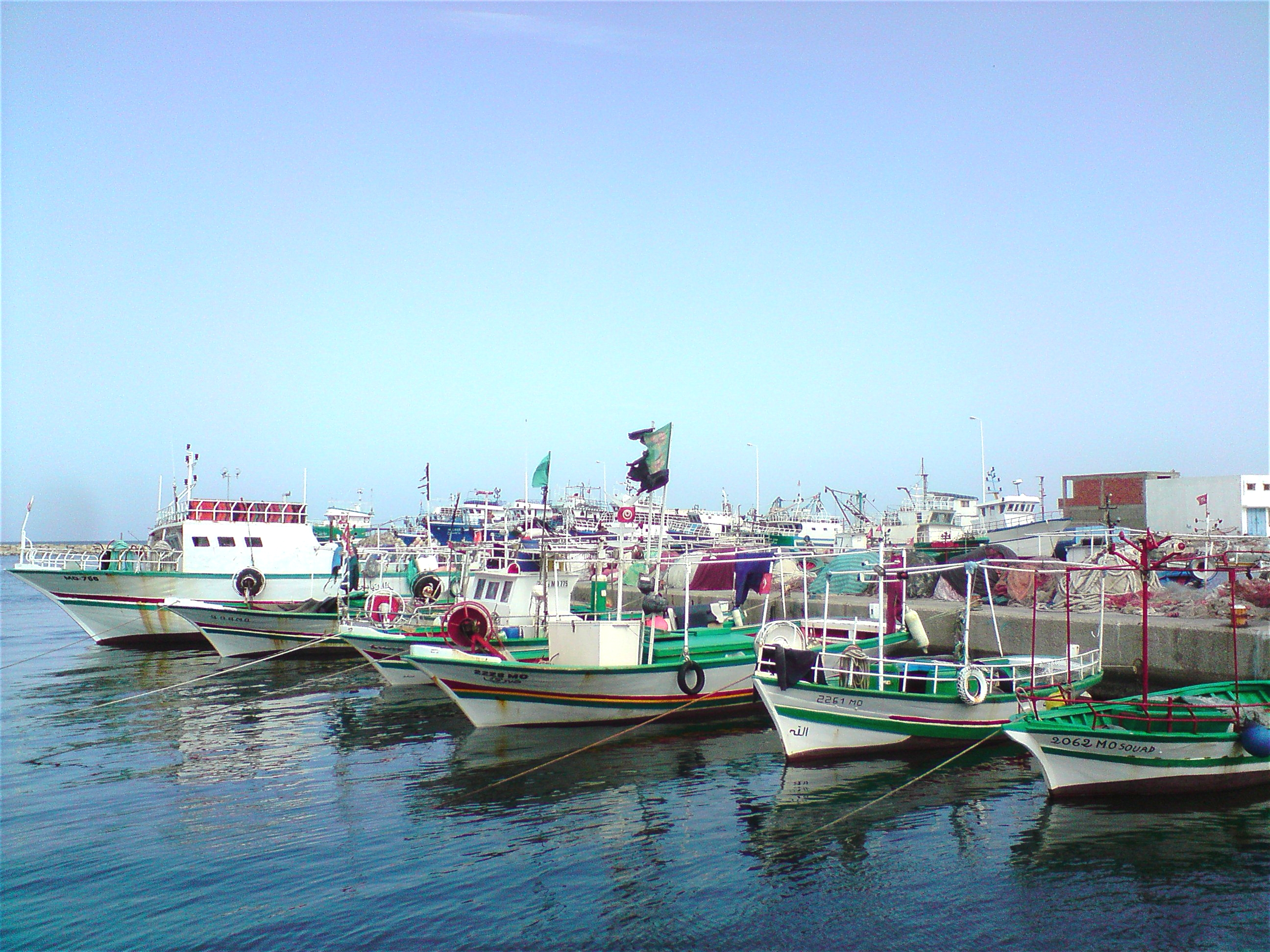
Embarcations dans le port.

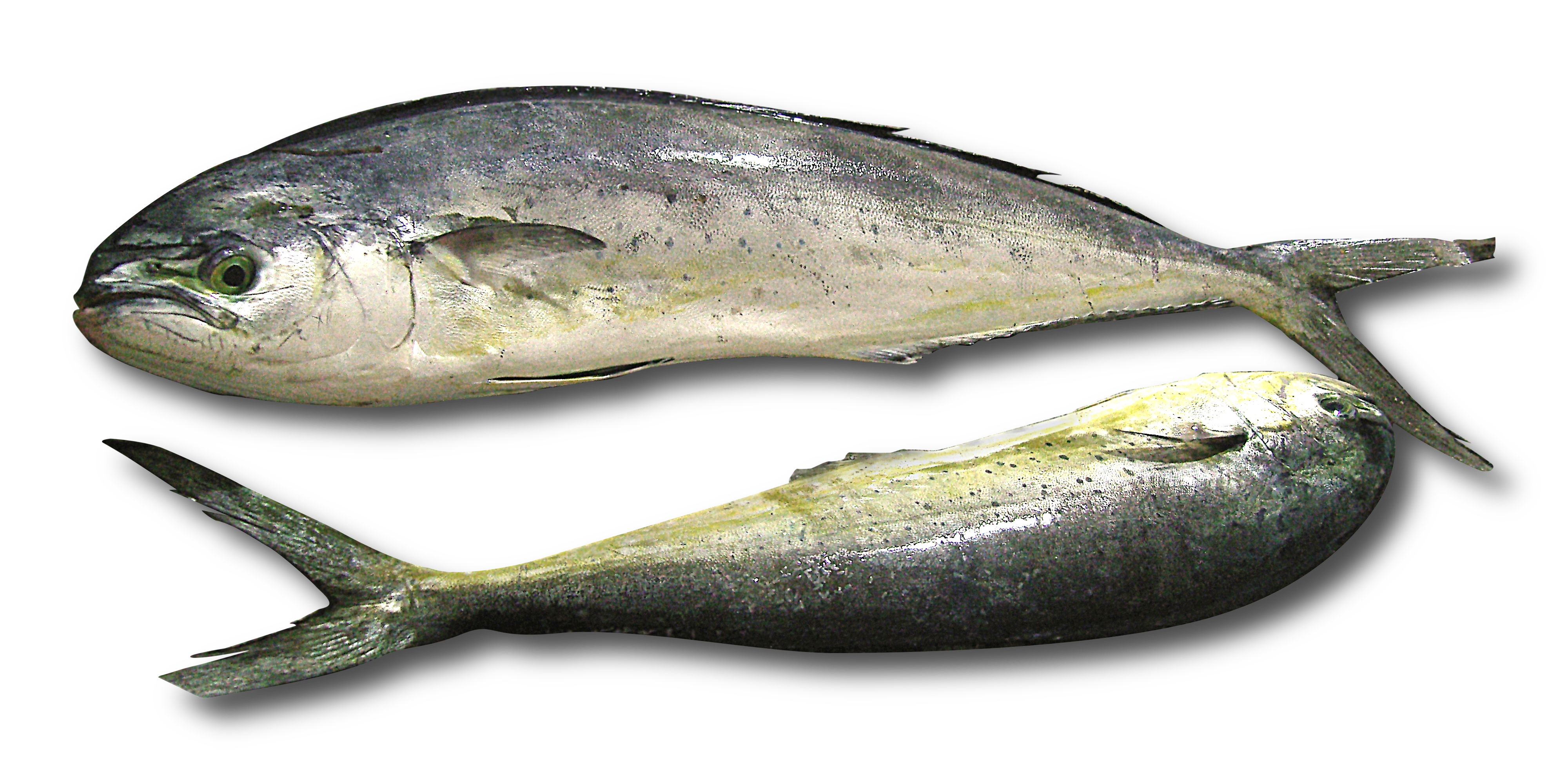
Deux spécimens de coryphène de la Méditerranée pêchés au large de Sayada.

Depuis la fondation de Sayada, la principale activité économique est la pêche. Le port, qui est entré en exploitation en 1965 et a subi une extension en 2002, occupe le deuxième rang de production dans le gouvernorat de Monastir après celui de Téboulba. Ce port abrite une flottille composée d'environ 200 unités de pêche côtière, permettant une production annuelle de 300 tonnes, et une dizaine d'embarcations de pêche au feu produisant 150 tonnes annuellement.
Le golfe de Monastir est un écosystème formant une pépinière pour un bon nombre de sparidés, tels que la saupe, la daurade ou le marbré. Cette pépinière assure l'alimentation des bancs environnants où les pêcheurs de la région axent leurs interventions.
Orientés vers la pêche côtière, ceux-ci capturent aussi des espèces locales telles que les clupéidés ou des espèces saisonnières comme les coryphènes ou les poulpes à l'automne.

### Artisanat

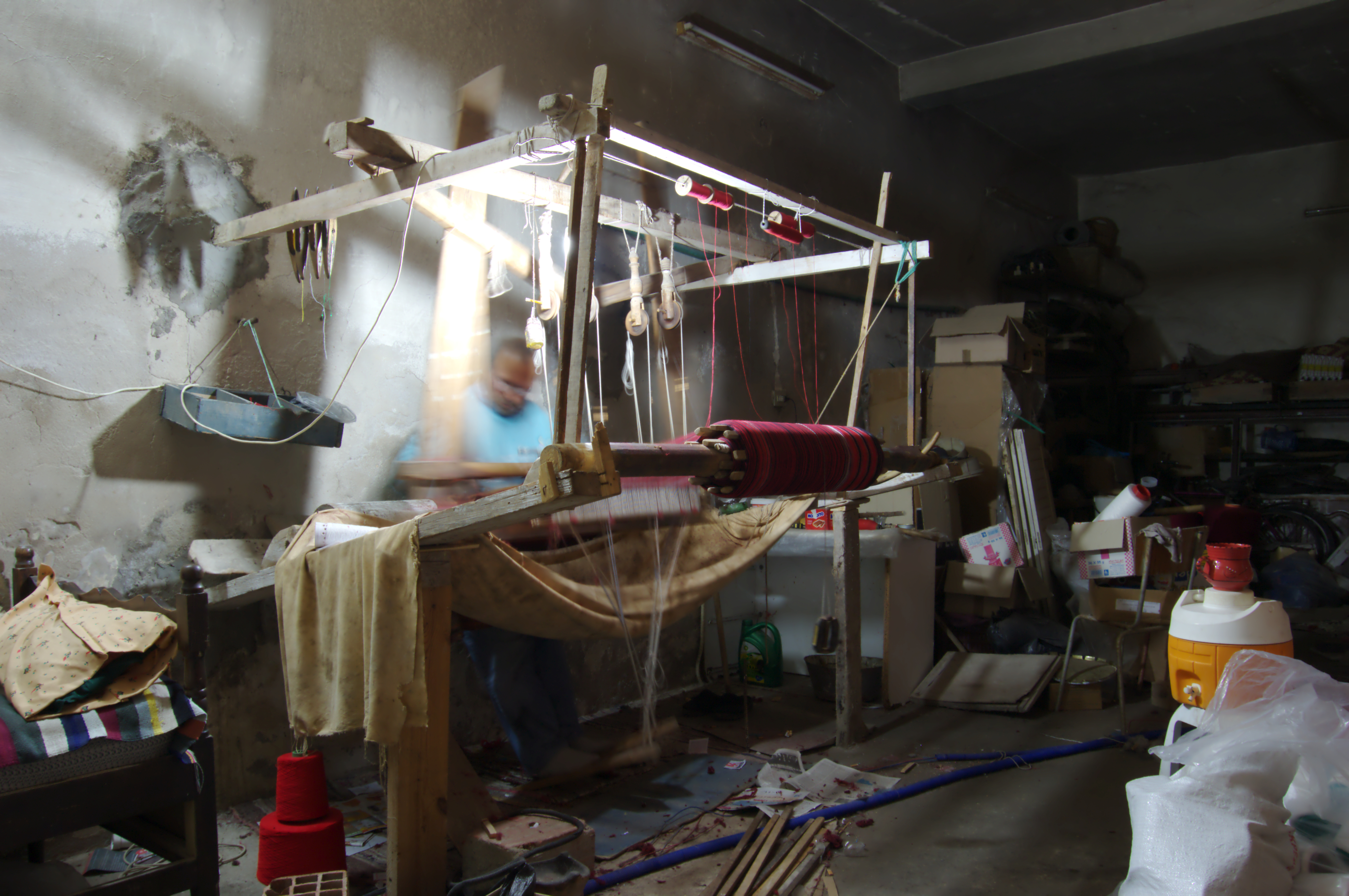
Boutique de tissage à Sayada.

L'artisanat, surtout le tissage des habits traditionnels féminins tels que la khellala ou le h'rem, a longtemps occupé une place importante dans l'industrie de la ville ; les produits étaient alors acheminés vers tout le pays. Mais cette activité a été fortement réduite au vu du changement des habitudes vestimentaires et de la prolifération de l'habit occidental plus facile à mettre et jugé plus moderne. Ainsi, bon nombre d'ateliers et de boutiques de tissage se sont transformés ou ont cessé d'exister.

### Industries manufacturières
Contrairement aux deux autres municipalités de la délégation (notamment Bouhjar), Sayada ne compte que très peu d'entreprises manufacturières. Celles de plus de dix salariés sont au nombre de sept dont six dans le secteur de l'industrie textile, traditionnellement le secteur le plus important dans la région. Ces entreprises emploient à peine plus de 250 salariés.
L'entreprise la plus ancienne est entrée en production en 1971.

## Transports

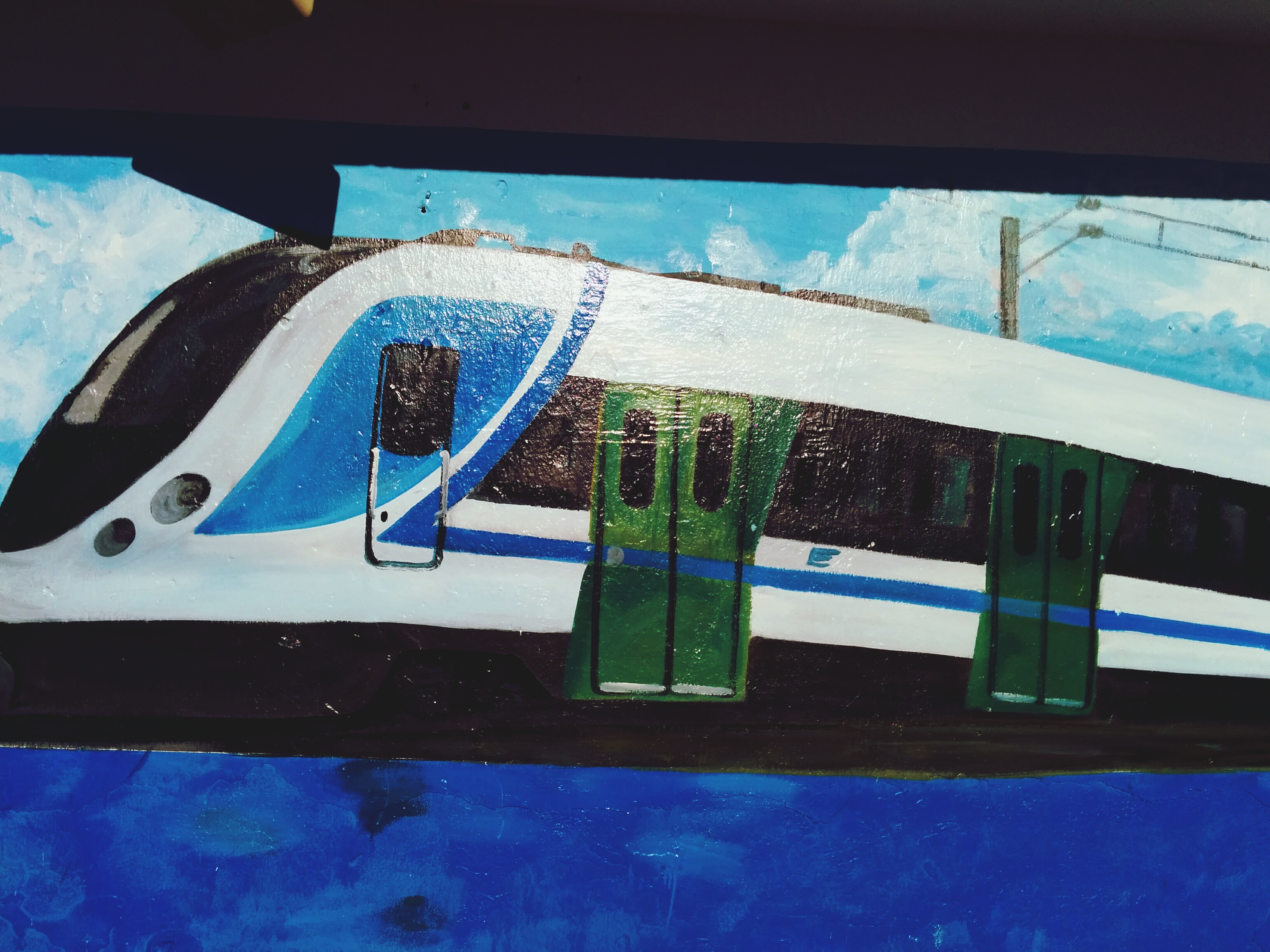
Peinture à la gare de Sayada.

La ville est située sur la ligne ferroviaire du Métro du Sahel reliant Sousse, Monastir et Mahdia.
En termes de transport routier, les lignes 226, 229 et 240 de la Société de transport du Sahel desservent Sayada, tout comme la route régionale 92 reliant Monastir à Mahdia. La plus proche bretelle d'accès à l'autoroute A1 se situe à 35 kilomètres, au niveau de la sortie de M'saken. L'aéroport international de Monastir Habib-Bourguiba se trouve à une demi-heure de route.

## Sport

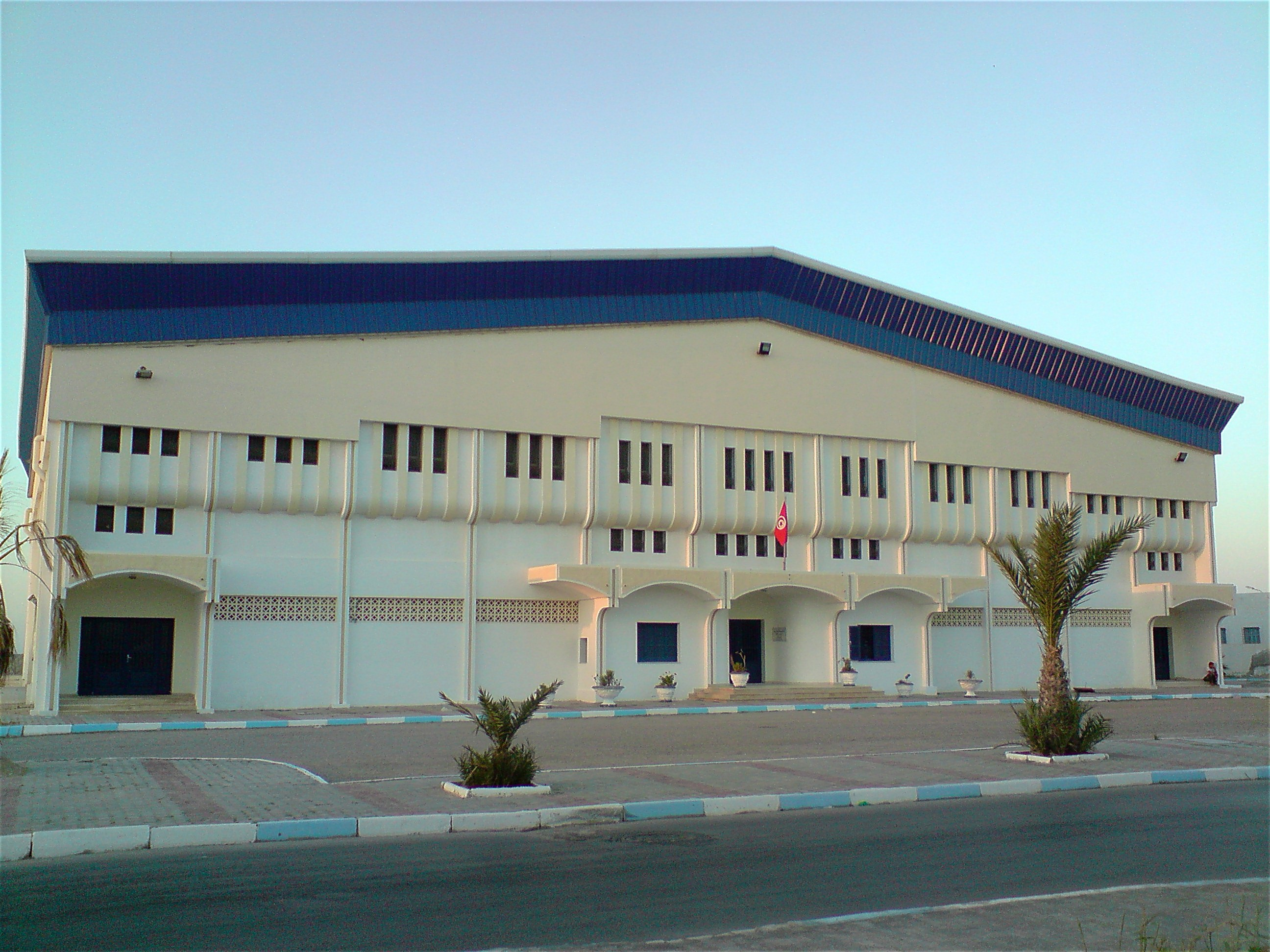
Salle omnisports de Sayada.

Sayada dispose d'une infrastructure — salle omnisports, terrain municipal, maison des jeunes, etc. — permettant d'accueillir plusieurs associations sportives dans différentes disciplines, principalement le handball et le football :
- l'Union sportive sayadie (handball), fondée en 1965, qui évolue en nationale A ;
- le Football Club de Sayada, fondé en 2006 et s'intéressant aux jeunes ;
- l'Association sportive féminine de Sayada (handball), fondée en 2008 ;
- l'Association du Cavalier bleu d'échecs de Sayada ;
- l'Association des amis de la maison des jeunes de Sayada (kayak de mer) ;
- le Tennis Club de Sayada (36 licenciés)[18].

## Personnalités
- Rachid Ammar, général de corps d'armée, chef d'État-Major des armées[19] ;
- Rafika Boujday, scénariste ;
- Tahar Cheriaa, fondateur de la Fédération tunisienne des ciné-clubs et des Journées cinématographiques de Carthage ;
- Naceur Ktari, réalisateur ;
- Hédi M'henni, membre de la Chambre des conseillers[20], ancien ministre et secrétaire général du RCD ;
- Mansour M'henni, universitaire et journaliste.